# Ras El Oued
Ras El Oued (franska: Ras El Oued (CR), Ras El Oued (Commune Rurale), arabiska: أيت سغروشن) är en kommun i Marocko.   Den ligger i provinsen Taounate och regionen Fès-Meknès, i den nordöstra delen av landet, 210 km öster om huvudstaden Rabat. Antalet invånare är 15 949.